# Steeple Aston
Steeple Aston – wieś w Anglii, w hrabstwie Oxfordshire, w dystrykcie Cherwell. Leży 20 km na północ od Oksfordu i 94 km na północny zachód od Londynu. W 2001 miejscowość liczyła 920 mieszkańców.